# Acacia daphnifolia
Acacia daphnifolia — вид квіткових рослин з родини бобових. Ареал: Австралія (Західна Австралія).

## Середовище й екологія
Росте на рівнинній або хвилястій місцевості (зазвичай у нижніх частинах ландшафту) на піщаних або глинисто-суглинистих ґрунтах, зазвичай на глибині над гранітом.

## Біоморфологічна характеристика
Дерево або кущ зазвичай досягає висоти 4 метри і має гладку світло-сіру до червоно-коричневої кори на стеблі та основних гілках. Він часто складається з кількох стебел і може поширюватися кореневими нащадками. М'яко-зелені філодії мають форму від прямоланцетної до вузькоеліптичної форми, мають довжину від 4 до 10 см і ширину від 4 до 27 мм. Цвіте з травня по червень і дає жовті квітки. Суцвіття мають кулясті головки діаметром 3–4 мм, які містять від 17 до 30 яскравих золотистих квіток з ніжним ароматом. Темно-коричневі або чорні стручки нагадують нитку намистин і мають довжину від 8 до 20 см і ширину від 7 до 10 мм. Насіння від тьмяно-коричневого до чорного має довгасту або еліптичну форму. Насіння має 7–9 мм в довжину і 5–5,5 мм в ширину.